# آلوکا برتر
آلوکا برتر (انگلیسی: Alcoa Premiere) یک مجموعه آنتولوژی فیلم درام آمریکایی است که در اکتبر ۱۹۶۱ تا ژوئیه ۱۹۶۳ از شرکت پخش رسانه‌ای آمریکا پخش شد.

## تاریخ پخش
این نمایش در اولین فصل خود، در ساعت ۱۰ سه شنبه شب پخش شد. این نمایش برای فصل دوم پنج شنبه شب با همین ساعت پخش به نمایش درآمد.